# Meteorus desmiae
Meteorus desmiae är en stekelart som beskrevs av Nina M. Zitani 1998. Meteorus desmiae ingår i släktet Meteorus och familjen bracksteklar. Inga underarter finns listade i Catalogue of Life.